# Solange Dekker
Solange Dekker (sinh ngày 15 tháng 3 năm 1996) là một hoa hậu, người mẫu chuyển giới người Hà Lan, cô đã chiến thắng cuộc thi Hoa hậu Chuyển giới Hà Lan 2023 và đã đăng quang Hoa hậu Chuyển giới Quốc tế 2023. Cô là người Hà Lan đầu tiên đăng quang và cũng là đại diện đầu tiên đến từ Châu Âu chiến thắng cuộc thi.

## Sự nghiệp
Cô chiến thắng cuộc thi Hoa hậu Chuyển giới Hà Lan 2023 và đại diện đầu tiên của Hà Lan đến với đấu trường sắc đẹp Hoa hậu Chuyển giới Quốc tế.
Solange Dekker bắt đầu sự nghiệp thi hoa hậu khi tham gia cuộc thi Miss Trans Star International 2019 được tổ chức tại Barcelona , Tây Ban Nha. Sự quyết tâm và trí tuệ của cô đã đưa cô trở thành một trong những người lọt vào vòng chung kết cuộc thi Hoa hậu Hoàn vũ Hà Lan và nhận được giải thưởng Người đẹp Truyền thông. Cô cũng từng tham gia cuộc thi Hoa hậu Sắc đẹp Noord Holland, một cuộc thi khu vực được tổ chức trên toàn quốc.